# Louis Vervoort
Louis Vervoort (Brasschaat, 23 augustus 1937) is een Belgisch acteur.
Bij de meeste mensen staat hij bekend als 'Lowieke' of 'De Dwerg'. Zijn eerste filmrol had hij te pakken op 24-jarige leeftijd met De Ordonnans (1962), alias Café zonder bier met Bobbejaan Schoepen in de hoofdrol. Verder is Vervoort ook bekend door tal van bekende Nederlandstalige series, waaronder Kapitein Zeppos (1964), Fabian van Fallada (1969), De Paradijsvogels (1980), Merlina (1983), Mik, Mak en Mon (1986) en Postbus X (1988). Louis Vervoort heeft ook in Franstalige films een rol gespeeld; de recentste is Saint-Germain ou La négociation (2003).